# Камышла (метеорит)
Камышла — метеорит-хондрит весом 1540 грамм. Найден московским художником Алексеем Паниным в июне 1981 года в районе села Камышла, Куйбышевской области. Кора метеорита была неокисленная, что свидетельствует о недавнем времени падении, ориентировочно весной 1981 года.